# La Porte (Indiana)
La Porte es una ciudad ubicada en el condado de LaPorte en el estado estadounidense de Indiana. En el Censo de 2010 tenía una población de 22053 habitantes y una densidad poblacional de 688,34 personas por km².

## Geografía
La Porte se encuentra ubicada en las coordenadas 41°36′28″N 86°42′49″O / 41.60778, -86.71361. Según la Oficina del Censo de los Estados Unidos, La Porte tiene una superficie total de 32.04 km², de la cual 30.2 km² corresponden a tierra firme y (5.74%) 1.84 km² es agua.

## Demografía
Según el censo de 2010, había 22053 personas residiendo en La Porte. La densidad de población era de 688,34 hab./km². De los 22053 habitantes, La Porte estaba compuesto por el 88.65% blancos, el 3.05% eran afroamericanos, el 0.26% eran amerindios, el 0.45% eran asiáticos, el 0.01% eran isleños del Pacífico, el 4.93% eran de otras razas y el 2.65% pertenecían a dos o más razas. Del total de la población el 11.15% eran hispanos o latinos de cualquier raza.